# Cryptus fuliginipennis
Cryptus fuliginipennis là một loài tò vò trong họ Ichneumonidae.